# Francesco De Bonis
Francesco De Bonis (Isola del Liri, 14 aprile 1982) è un ex ciclista su strada italiano.
Professionista dal 2008 al 2009, conta la vittoria di una tappa al Tour de Romandie.

## Carriera
Ha iniziato a correre nel 1991 totalizzando 47 vittorie tra i Giovanissimi, 21 vittorie tra gli
Esordienti, 21 vittorie tra gli Allievi, 8 vittorie tra gli Juniores. Dopo diverse stagioni tra gli élite 2, De Bonis passò professionista nel 2008 nel Team Gerolsteiner con cui si aggiudicò la prima vittoria tra i professionisti, la quarta tappa del Tour de Romandie, corsa in cui si mise in luce anche per l'ottima prestazione nella cronometro conclusa al 20º posto e vincendo anche la classifica finale dedicata agli scalatori e, infine, classificandosi 13º della Classifica Generale, dimostrando le sue ottime attitudini da passista scalatore.
Passato alla Diquigiovanni-Androni Giocattoli nel 2009, partecipò al Giro d'Italia mettendosi varie volte in luce in particolare nelle tappe più dure vestendo anche virtualmente la maglia rosa nella 4ª tappa con arrivo in salita a San Martino di Castrozza. Ancora in evidenza nella 10ª Tappa Cuneo – Pinerolo di 262 km in cui entra nella fuga con Garzelli che poi verrà ripreso a 26 km dall'arrivo lasciando la vittoria a Di Luca.
Ancora in evidenza poi nella tappa più dura del Giro d'Italia, la 16ª tappa del Giro d'Italia, da Pergola- Monte Petrano, 237 km nella quale entra in una fuga di 14 persone tra cui Scarponi suo compagno di squadra, Cunego, Popovich, Voigt.
Esegue un lavoro encomiabile per Scarponi e passa per primo sotto il GpM di Monte Nerone dopo aver condotto il gruppetto in fuga per tutta la salita ad elevata andatura per preparare l'attacco del suo compagno di squadra.
Successivamente nella 20ª tappa Napoli-Anagni di 203 km vinta da Gilbert, De Bonis dimostra la sua tenuta come corridore di fondo entrando nell'unica fuga di giornata che viene ripresa a pochi chilometri dal traguardo così completando il Giro da corridore protagonista dalla prima all'ultima tappa.
A fine Giro d'Italia gli viene notificata una presunta positività al CERA al via della corsa rosa.
Successivamente fu assolto da tale accusa per annullamento da parte del CAS di Losanna con motivazione riscontrabile da sentenza: Insufficienza di prove dal momento che non erano più disponibili nei laboratori UCI i campioni A e B del controllo. L'unica imputazione a suo carico sancita dal CAS di Losanna rimane, pertanto, la sola presunta violazione dei parametri del Protocollo del Passaporto Biologico. È stato squalificato per due anni, terminati il 17 giugno 2011, da parte del Tribunale Nazionale Antidoping per anomalie nel passaporto biologico, confermati dal CAS di Losanna, ma solo attinenti alla violazione del Passaporto Biologico.

## Palmarès
- 2006

Gran Premio Città di Silvi - Memorial Luigi Cameli
Gran Premio San Giuliano - Città di Macerata
- 2007

Gran Premio San Giuseppe - Marane di Sulmona
Gran Premio Enel Monte Amiata
Gran Premio Città di Silvi - Memorial Luigi Cameli
Giro della Provincia di Pesaro e Urbino
Memorial Angelo Morini
Gran Premio Folignano
Trofeo Internazionale Bastianelli
- 2008

4ª tappa Tour de Romandie (Sion > Zinal)

### Altri successi
- 2008

Classifica scalatori Tour de Romandie

## Piazzamenti

### Grandi Giri
- Giro d'Italia

2009: 84º
PUNTI WORLD TOUR : 36